# Де Лазари, Анджей
Анджей де Лазари (пол. Andrzej Dymitr de Lazari, 2 января 1946, Лодзь) — польский политолог, историк философии, филолог, советолог, эссеист, переводчик, профессор, преподаватель в Лодзинском университете (Польша) и в университете Коперника в Торуни. Автор многочисленных публикаций по истории России и её культуры и польско-русских отношений. Ученик Анджея Валицкого.

## Происхождение
Анджей де Лазари родился в семье эмигрантов из России. Его прапрапрадед, Дмитриос де Лазари — уроженец греческого острова Занте, в 1780 году поступил к Екатерине II на службу; в награду ему были пожалованы земли в Карасубазаре в Крыму; его сын, Николай Дмитриевич дошел за Наполеоном с русскими войсками до Парижа. Прадед Анджея, Николай Николаевич (1834—1901), был генералом жандармерии в Радомской губернии; дед, Константин Николаевич, одно время был начальником Лепсинского уезда, а потом, на территории Польши, царским чиновником по крестьянским делам в Радомской губернии, где у него было небольшое поместье. После революции семья эмигрировала в Лодзь. Брат деда, Александр Николаевич, один из первых военачальников Красной армии, был репрессирован и в 1942 году расстрелян (в 1956 реабилитирован).
Тётя Анджея, Ия де Лазари-Павловская, была известным польским философом, специалистом по этике.

## Семья
Женат на Эльжбете де Лазари — переводчице работ Питера Сингера. Их дочь, Катажина де Лазари-Радек, кандидат философских наук, преподаватель этики в Институте философии Лодзинского университета.

## Научная биография
В 1969 году окончил Варшавский университет.
В 1981 году получил степень кандидата гуманитарных наук на филологическом факультете Лодзинского университета; в 1989 году на кафедре прикладной лингвистики и восточно-славянской филологии в Варшавском университете получил докторскую степень по специальности в области русской литературы.
В 1997 году получил звание профессора.

## Научная деятельность
Анджей де Лазари составитель 5 томов русско-польско-английского лексикона «Идеи в России» (1999—2003).
В 2001—2004 годах он возглавлял исследование о «Взаимных предубеждениях поляков и русских» в Польском институте международных дел.
В настоящее время руководит Кафедрой Центральной и Восточной Европы Института международных исследований Лодзинского университета, а также курирует междисциплинарные исследования в области религиоведения и советологии.